# Битва при Алессандрии
Битва при Алессандрии (ит. Battaglia di Alessandria) — сражение между частями графа Жана III д’Арманьяка и миланским войском Якопо даль Верме в ходе милано-флорентийской войны, произошедшее 25 июля 1391 года.

## Переговоры с флорентийцами
Граф Жан III д’Арманьяк в 1380-е годы в ходе Столетней войны командовал отрядами наемников на юге Франции. В 1389—1390 годах эти части под командованием его брата Бернара действовали в Каталонии, были оттуда изгнаны арагонским королем, после чего обосновались в пограничном районе Гиени, откуда периодически совершали набеги на Руссильон.
В виду надвигавшейся войны с правителем Милана Джан Галеаццо Висконти флорентийцы повсюду искали союзников. С 1389 года они вели переговоры с правительством Карла VI, рассчитывая на поддержку королевы Изабеллы Баварской, внучки миланского тирана Бернабо Висконти, с которым расправился Джан Галеаццо. Синьор Милана постарался нейтрализовать активность противника, договорившись о браке своей дочери Валентины с герцогом Туреньским. Когда война стала неизбежной, к французскому двору отправилось новое посольство, возглавлявшееся опытным дипломатом Филиппо Корсини, а к графу д’Арманьяку, приходившемуся шурином Карло Висконти, сыну Бернабо, флорентийцы направили своего агента Берто д’Аньоло Кастеллани.
Флорентийская Синьория была хорошо осведомлена о скоплении на юге Франции рутьерских банд, жертвами разбоя которых оказывались и итальянские торговцы, а рассказы флорентийцев, посещавших Бокерские ярмарки, принесли Арманьяку известность на берегах Арно.
Посольство в Париж было неудачным, но переговоры с Арманьяком продолжились. После начала войны, 21 мая 1390 Кастеллани отправился к графу, которому предложил наняться на флорентийскую службу. К тому времени Жан отказался от идеи похода в Испанию и 16 октября в Манде заключил соглашение с представителями республики. По его условиям граф должен был к концу ноября прибыть в Италию с армией из двух тысяч копий, общей численностью в 12 тысяч регулярного войска, и тремя тысячами грабителей (pillards) и фуражиров, и воевать в течение шести месяцев, за плату в 15 тысяч флоринов в месяц, с возможностью продления срока службы ещё на один семестр. Помимо ежемесячной платы Арманьяк должен был получить 50 тысяч флоринов, из которых 30 тысяч должны были быть выплачены до 15 ноября в Авиньоне или Монпелье, а остальное
в Генуе, Флоренции, Болонье или Венеции.
Арманьяк считал срок, предоставленный ему для сбора войск, недостаточным. 20 ноября новый флорентийский посол Анджело ди Спини передал графу 30 тысяч флоринов.

## Происки графа де Вертю
Не сумев подкупить Арманьяка, Джан Галеаццо пытался помешать его выступлению, используя свои связи при французском дворе. Герцог Туреньский направил к Жану Ангеррана де Куси, а также предложил королю самому возглавить поход в Италию против папы Бонифация IX и флорентийцев. Герцог Бургундский лично прибыл к графу де Вертю в Павию, чем сильно испугал флорентийцев. Карл VI 14 января 1391 направил Жану д’Арманьяку письмо, в котором убеждал не участвовать в войне с Миланом. Герцог Беррийский приехал в Авиньон, где встретил вернувшегося из Павии Филиппа Бургундского, которого сопровождал один из лучших итальянских дипломатов Никколо Спинелли, граф ди Джойя, имевший при себе крупную сумму денег для подкупа французских вельмож. Авиньонский папа Климент VII при встрече также представил Жану выгоды от сотрудничества с графом де Вертю.
В войсках, собравшихся на левом берегу Роны, были бретонские наемники, которых преследовали кредиторы, что угрожало сорвать поход. По просьбе Арманьяка герцог Бретонский отложил юридическое преследование должников до их возвращения из Италии. Чтобы помешать экспедиции герцоги Бургундский и Беррийский вместе со Спинелли прибегли к подкупу рутьеров. Это мероприятие было дорогим: чтобы склонить к дезертирству около пятисот копий (три тысячи человек) миланскому представителю пришлось потратить 50 тысяч флоринов.
С целью предотвращения дезертирства граф ужесточил дисциплинарные меры, но с «извращенными инстинктами» наемников ничего сделать было нельзя. На авиньонской дороге несколько бургундцев стали жертвами рутьеров, ранее служивших в Руссильоне под командованием Бернара. Герцог Бургундский потребовал возмещения ущерба. Не желая снова откладывать выступление, братья согласились выплатить цену крови, воздвигнуть во искупление часовню и сделать туда вклады, а Бернар обязался поехать в Дижон и заплатить штраф.

## Поход в Италию
К маю Арманьяк получил обещанные деньги и плату за два месяца службы (всего 80 тысяч флоринов). Оставив брата генеральным наместником в своих владениях, Жан в первых числах июня прошел Сузским перевалом и вступил в Италию.
Во время перехода через Альпы граф узнал, что гасконский капитан Бернардон де Ласаль, служивший вербовщиком у Джан Галеаццо, ведёт из Франции в Италию пятьсот копий другим перевалом, в пятидесяти милях от него. Взяв шесть сотен отборных копий, Арманьяк устроил засаду в горном дефиле, выходившим в одну из долин Дофине, и наголову разгромил наёмников, более половины которых полегли на месте. Три сотни бойцов были взяты в плен, среди них два капитана, которых граф приказал обезглавить. Остальных пленных разоружили и прогнали обратно во Францию. Ласаль не пережил этого поражения; по утверждению Хроники монахов Сен-Дени, Арманьяк заманил его в ловушку под предлогом переговоров, а когда тот явился с тремя спутниками, предательски приказал убить.
После неудачной кампании 1390 года граф де Вертю находился в тяжёлом положении, и оно ещё ухудшилось, когда в мае 1391 флорентийские войска Джона Хоквуда начали наступление на Милан. План кампании, составленный во Флоренции, исходил из даты выступления Арманьяка, намеченной на конец января, в крайнем случае — на начало весны, но из-за вынужденной задержки французы не успели подойти на соединение с Хоквудом, занявшим позицию в полутора десятках миль от Милана. После нескольких дней ожидания, опасаясь удара миланских войск Якопо даль Верме, англичанин отвел свои части за Ольо.
Положение ещё можно было исправить, для этого Синьория 27 апреля направила к Арманьяку двух послов, Джованни ди Риччи и Ринальдо Джанфильяцци, в качестве советников и проводников, и с распоряжением со всей возможной быстротой двигаться к Милану. Этот приказ был повторен в письме к графу от 25 июня.
К 22 июня 1391, спустившись на равнину, французы пересекли По в районе Турина. Первоначально предполагалось двигаться правым берегом до места слияния с Тичино, что позволяло избежать переправы через эту реку, а затем снова перейти По и подняться к Павии и Милану. Победила другая точка зрения: граф удалился от реки, обошел территорию Асти, принадлежавшую герцогу Туреньскому как приданое Валентины, и достиг окрестностей Алессандрии, первого города во владениях Джан Галеаццо.
Граф де Вертю, находившийся в Павии, узнал о передвижении французов от Амедея Савойского, князя Ахейского. Отступление Хоквуда позволило перебросить на запад войско даль Верме, который заперся в Алессандрии с частью миланской армии, усиленной вспомогательными войсками и немецкими наемниками. У него было две тысячи копий и четыре тысячи пехоты, из которой много арбалетчиков, не считая гарнизонов, оставленных в Тортоне, Верчелли и на границах.
Арманьяк, вместо того, чтобы сразу атаковать Алессандрию, повернул направо и 29-го вышел к югу от города на генуэзскую дорогу возле небольшой крепости Кастеллаццо, которую немедленно осадил. Причиной этого манёвра была нужда в средствах. Флорентийцы направили в Геную очередную субсидию для оплаты войск, и Риччи поехал забрать деньги. Боясь, что посла могут атаковать на обратном пути, Арманьяк отправил следом за ним две тысячи всадников, составивших эскорт.
Попытки вызвать даль Верме на бой провалились и Жану пришлось довольствоваться захватом Фругароло и ещё пяти малозначительных укреплений, а гарнизон Кастеллаццо произвел вылазку и сжег часть вражеского лагеря. Французские наемники беспощадно разграбили сельскую местность и особенное зверство проявили при взятии Фругароло.

## Бой под Алессандрией
24 июля Риччи доставил 25 тысяч флоринов и дальнейшему движению больше ничто не препятствовало, но утром 25-го перед французским лагерем показалась сотня миланских кавалеристов, посланных даль Верме для рекогносцирования.
Раздраженный подобной наглостью, граф, взяв с собой около полутора тысяч всадников, направился к стенам Алессандрии, надеясь вызвать даль Верме на бой. Большее число людей он взять отказался, заявив, по словам хрониста Пьеро Минербетти, что в таком случае неприятель не осмелится выйти из города. Фруассар пишет, что капитаны тщетно пытались отговорить графа от опасной затеи, но Арманьяк ничего не хотел слушать и даже не отдал приказа войску находиться в готовности на случай, если бы ему понадобилась помощь.
Атаковав отряд, посланный даль Верме, люди Арманьяка гнали его до стен Алессандрии, после чего командующий приказал спешиться, чтобы атаковать укрепления. Даль Верме отдал своим всадникам, отступившим в город, такой же приказ, а поскольку они колебались, сам подал пример. Больше тысячи копий спешились и вместе с отрядом пехоты вышли против французов и вступили в бой. Три сотни гасконцев пытались овладеть Генуэзскими воротами и поначалу казалось, что они могли добиться успеха.
Даль Верме предполагал, что имеет дело с авангардом противника, за которым должны следовать основные силы, а потому послал разведчиков к лагерю рутьеров. Посланные доложили, что в радиусе четырёх миль вокруг не обнаружили вражеских войск, а наемники остаются в лагере. Больше не опасаясь возможной засады, миланский командующий приказал одному из своих заместителей, Кальчино Торньелли, выйти через ворота Маренго и ударить французскому отряду во фланг. Конный отряд, стоявший в пригороде Боргольо, также был вызван на помощь.
Арманьяк со своими товарищами был окружен; лошади, которых они опрометчиво оставили позади, были захвачены миланской кавалерией. Осознав, что атака не удалась, французы начали отступление, которое пришлось совершать пешком в тяжелых доспехах. В этот момент даль Верме выступил из Алессандрии с отборным отрядом и устроил засаду в роще, в миле от города, на дороге, по которой с боем медленно отходил Арманьяк.
Когда засадный отряд свежими силами атаковал отступавших, миланцы получили трехкратное превосходство над уставшим противником. По мере того, как солнце все выше поднималось над равниной Алессандрии, людям Арманьяка становилось все тяжелее. По словам Фруассара, «им в своих доспехах казалось, будто они в печи, такой жаркой и безветренной была погода». Бой продолжался ещё два часа, пока жара и усталость не сделали свое дело. Миланцы взяли в плен четыреста или пятьсот человек. В лагере рутьеров наконец сообразили, что пора идти на помощь, и даль Верме приказал своим войскам отступить под защиту городских стен. Уцелевшие французские бойцы разрозненными группами отходили к своему лагерю.

## Судьба Арманьяка
О графе д’Арманьяке некоторое время ничего не было известно. Он не вернулся в лагерь, его не было среди пленных и при осмотре тел на поле боя его также не нашли. Спустя некоторое время оруженосец Филиппо да Пизы, одного из миланских капитанов, обнаружил чуть живого графа в ивовой рощице, в стороне от места сражения, лежащим без шлема на берегу ручья. Доставленного в Алессандрию, его опознали и попытались спасти, для чего даль Верме вызвал из лагеря рутьеров личного врача Арманьяка, дав тому охранную грамоту. Когда его обнаружили, граф уже не мог говорить, лишь знаками дал понять, что сдается. В крепости он потерял сознание и через несколько часов умер.
Быстро распространился слух, что он был отравлен по приказу Висконти, для которого подобный способ избавляться от врагов был делом привычным. Якобы, в городе граф просил пить и ему дали отравленное вино, от которого начались жестокие боли в желудке, после чего он вскоре скончался, а Минербетти пишет, что были приняты специальные меры, чтобы скрыть имевшиеся на трупе следы отравления.
В легендарных рассказах, в частности, в Хронике монахов Сен-Дени, утверждалось, что граф пал в бою с оружием в руках или, по меньшей мере, скончался от ран. Якопо даль Верме в реляции своему господину, писанной в 19-м часу 25 июля 1391 в Алессандрии, сообщает буквально: «Граф д’Арманьяк не был ранен, но по причине жары и тяжести доспехов разбит так, что я не могу это описать».
Фруассар пишет, что тело графа было при посредничестве итальянских епископов доставлено его брату Бернару.

## Разгром армии рутьеров
Даль Верме послал нескольких пленников в лагерь рутьеров с сообщением о смерти графа. Среди наемников началась паника, они хотели укрыться на территории Асти, но проводники бросили их и скрылись.
На заре следующего дня войско наемников ещё находилось в нескольких милях от Алессандрии, между Ниццей и Инчизой. Даль Верме, начавший преследование накануне вечером, настиг её там. С миланским командующим было всего четыре сотни копий, он занял удобную позицию, позволявшую беспокоить противника, а когда к полудню подошли подкрепления и численность миланцев возросла до 1200 копий, атаковал и полностью разгромил рутьеров. Те ещё вполне могли сопротивляться, имея шесть тысяч всадников, но совершенно пали духом. Двенадцать сотен были перерезаны крестьянами на месте, остальные сдались и были отправлены в Алессандрию.
Была взята большая добыча и много лошадей. В числе пленных были флорентийские послы с деньгами, которые они привезли. Те наемники, которым удалось спастись бегством, сформировали новые банды и несколько лет действовали в Северной Италии, где их прозвали арманьяками. Одни из них в 1396 служили Амедею Савойскому, князю Морейскому, в войне с маркграфом Монферрата, другие нанялись к агентам герцога Туреньского, ставшего герцогом Орлеанским, и охраняли его итальянские владения. Отряд Амори де Северака имел такую ужасную репутацию, что по возвращении во Францию после взятия войсками герцога Орлеанского Савоны (1395) его пытался остановить принц Оранский во главе знати Дофине, но был разбит и попал в плен со многими своими рыцарями. При этом большинство спасшихся вернулись на родину нищими и были случаи, когда капитанам приходилось просить подаяния.
Пленных Джан Галеаццо отправил во Францию, взяв с них клятву больше не выступать против него, причем, по словам Фруассара, проявил благородство, дав каждому дворянину лошадь, а остальным раздав по флорину на человека. Тех, за кого можно было получить хороший выкуп, он, впрочем, удержал; так Франсуа д’Альбре выкупили за десять тысяч франков, Ринальдо Джанфильяцци за 2500 флоринов, Джованни ди Риччи за 7000 флоринов.

## Комментарии
1. ↑  Валуа считает, что Климент VII не чинил никаких препятствий походу. Встречались они, поскольку граф был арбитром в споре папской курии с Раймоном де Тюренном (Valois, p. 184—186)
2. ↑  Герцог Бургундский получил от Джан Галеаццо крупную сумму денег и лично руководил подкупом (Valois, p. 182)
3. ↑  По словам Дюрьё, «всё в истории Жана III протестует против позорного характера этого рассказа». Он признаёт, что Ласаля предали собственные люди, которые потом оказались в войске Арманьяка, но полагает, что гасконец был казнён законным образом, как и два упомянутых капитана (Durrieu, p. 77)
4. ↑  На тот момент у него было семь или восемь тысяч всадников и большой отряд пехоты (Durrieu, p. 71)
5. ↑  Примерное расстояние между городом и лагерем наемников (Sismondi, p. 90)